# San Bernardo, Tezonapa
San Bernardo är en ort i Mexiko.   Den ligger i kommunen Tezonapa och delstaten Veracruz, i den sydöstra delen av landet, 260 km öster om huvudstaden Mexico City. San Bernardo ligger 341 meter över havet och antalet invånare är 424.
Terrängen runt San Bernardo är kuperad åt sydväst, men åt nordost är den platt. Runt San Bernardo är det ganska tätbefolkat, med 100 invånare per kvadratkilometer. Närmaste större samhälle är Cuitláhuac, 15,6 km norr om San Bernardo. I omgivningarna runt San Bernardo växer i huvudsak städsegrön lövskog.